# Serviciul militar obligatoriu în Republica Populară Română
În perioada de început a statului comunist român condus de Gheorghe Gheorghiu-Dej, tinerii erau obligați să facă un stagiu militar, care putea fi mai lung sau mai scurt. 
Încă din timpul școlii, dar mai cu seama după ce treceau de 15 ani, tinerii erau instruiți să folosească comunicațiile radio telefonice si Morse. Făceau exerciții de autoapărare și de Luptă Antiaeriană. Învățau să sară cu parașuta de la un turn fix, pregătindu-se ca viitori parașutiști. 
Pentru tinerii care făcuseră primele 4 clase de liceu și nu reușiseră la examenul de intrare la o facultate, era obligatoriu un stagiu militar de câțiva ani. Pentru această grupă de tineri minimum începea cu 2 ani și câteva luni, până la peste 3 ani. Diferențele erau făcute de situația politică a familiei fiecărui tânăr, cei din familii considerate ostile comunismului primeau mai mulți ani de stagiu militar obligatoriu și puteau fi trimiși la munci mai grele. 
Pentru tinerii care reușeau la examenul de intrare la facultate, stagiul militar obligatoriu era de la un an pana la un an și câteva luni. Perioada de instrucție militară se făcea și în timpul facultății și se cumula cu câteva luni la sfârșitul facultății. Acești tineri și tinere primeau la final grade de sublocotenent.
Există încă o categorie de tineri fără scoală, care erau încadrați în grupe speciale de munca și în afara instrucției militare, ajutau și la construcții.